# Fritz von Below

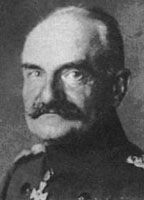
Fritz von Below

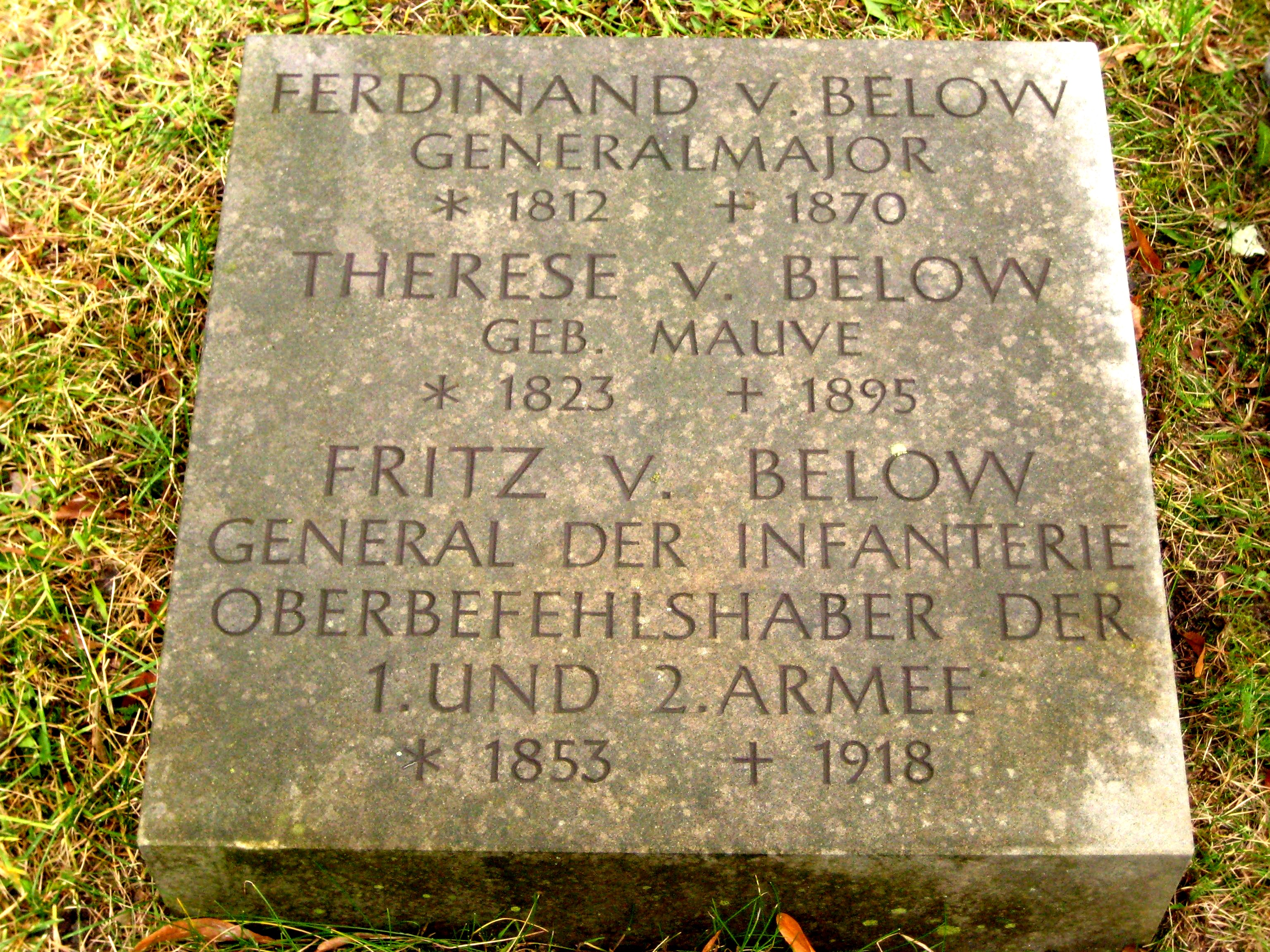
Grab auf dem Invalidenfriedhof, Berlin

Fritz Wilhelm Theodor Carl von Below (* 23. September 1853 in Danzig; † 23. November 1918 in Weimar) war ein preußischer General der Infanterie im Ersten Weltkrieg.

## Leben

### Herkunft
Fritz entstammte dem mecklenburgisch-pommerschen Adelsgeschlecht von Below. Er war der Sohn des preußischen Generalmajors Ferdinand von Below (1812–1870) und dessen Ehefrau Therese, geborene Mauve (1823–1895). Der spätere deutsche General der Infanterie Ernst von Below war sein jüngerer Bruder.

### Militärkarriere
Mit 20 Jahren trat Below aus dem Kadettenkorps kommend als Sekondeleutnant in das 1. Garde-Regiment zu Fuß der Preußischen Armee ein und diente sich bis 1906 zum Generalquartiermeister im Großen Generalstab hoch. Im Jahre 1908 erhielt er das Kommando über die 1. Garde-Division. Am 13. September 1912 zum General der Infanterie befördert, übernahm er als Kommandierender General die Führung des in Saarbrücken stationierten XXI. Armee-Korps.
Zu Beginn des Ersten Weltkrieges am 20. August 1914 führte er das Korps während der Schlacht in Lothringen erfolgreich im Zentrum der 6. Armee (Rupprecht von Bayern). Im Oktober 1914 wurde das XXI. Armee-Korps während des Wettlaufes zum Meer zur 2. Armee (Generaloberst Karl von Bülow) in den Raum Arras überstellt. Anfang 1915 verlegte man das XXI. Armee-Korps nach Ostpreußen. Hier kämpfte Below im Verband der 10. Armee (Generaloberst Hermann von Eichhorn) während der Winterschlacht in den Masuren. Am 3. April 1915 übergab Below sein Korps an General Oskar von Hutier.
Am 4. April 1915 wurde Below wieder an die Westfront zurückversetzt, wo er Generalfeldmarschall Karl von Bülow als Befehlshaber der 2. Armee ablöste und die Verteidigung im Raum St. Quentin übernahm. Zu Beginn der Schlacht an der Somme kommandierte er den Abschnitt von Gommecourt über Mametz im Norden der Somme und südlich des Flusses über Lihons bis Noyon. Am 18. Juli 1916 wurde sein Abschnitt geteilt, Below wurde Oberbefehlshaber der 1. Armee, deren Befehlsbereich auf die Verteidigung der schwer bedrängten  Linie nördlich der Somme beschränkt blieb. Für seine Verdienste wurde er am 11. August 1916 mit dem Eichenlaub zum Pour le Mérite ausgezeichnet. Nach dem im Frühjahr 1917 erfolgten Rückzug (Unternehmen Alberich) der 1. Armee auf das westliche Vorfeld von Cambrai, wechselte sein Armeeoberkommando Anfang April nach Rethel. Dort deckte seine Armee die Aisnefront nördlich Reims gegenüber den Angriffen der französischen 5. Armee während der Nivelleoffensive. 
Am 18. Juni 1918 wurde Below mit der Führung der 9. Armee betraut, weil er aber bereits schwer erkrankt war, verblieb General der Infanterie Johannes von Eben in Vertretung bis Anfang August Oberbefehlshaber der in der zweiten Marneschlacht eingesetzten Armee. Am 7. August 1918 wurde Below in Disposition gestellt und bei Kriegsende im November endgültig verabschiedet. Er verstarb kurz darauf an einer Lungenentzündung und wurde auf dem Berliner Invalidenfriedhof beigesetzt.
Die 1936/37 im Saarbrücker Stadtwald errichtete und im November 1938 bezogene neue Kaserne trug bis zum Ende des Zweiten Weltkrieges den Namen Below-Kaserne und wurde dann als Caserne Verdun von der französischen Armee genutzt. In die Gebäude zog schließlich im November 1948 die gerade gegründete Universität des Saarlandes mit drei Fakultäten ein.